# 吉爾林
吉爾林，Gilling。在北歐神話中的巨人，是巨人蘇圖恩（Suttung）的父親（一說為兄長）。神話故事中，吉爾林和他的妻子被侏儒法亞拉（Fjalar）和戈拉（Galar）給謀殺了。
侏儒們邀請吉爾林和他的妻子來拜訪他們，而之後他們將吉爾林困在小船上，並弄破小船讓巨人淹死。然後由屋頂高處往吉爾林妻子頭上砸下一顆磨石，也殺死了她。吉爾林的兒子蘇圖恩決定報仇，當他抓到這兩個兇手時，由於他們早先曾經謀殺人類智者克瓦希爾（Kvasir），並用克瓦希爾的血釀造了智慧的酒，他們承諾將這種酒送給蘇圖恩而逃過一劫。